# Juan de Flandes
Juan de Flandes (Vlaanderen, geboren ca. 1465 - Palencia, 1519) is een Spaanse schilder, afkomstig uit de Bourgondische Nederlanden, een van de voornaamste vertegenwoordigers van de Renaissance in Spanje.

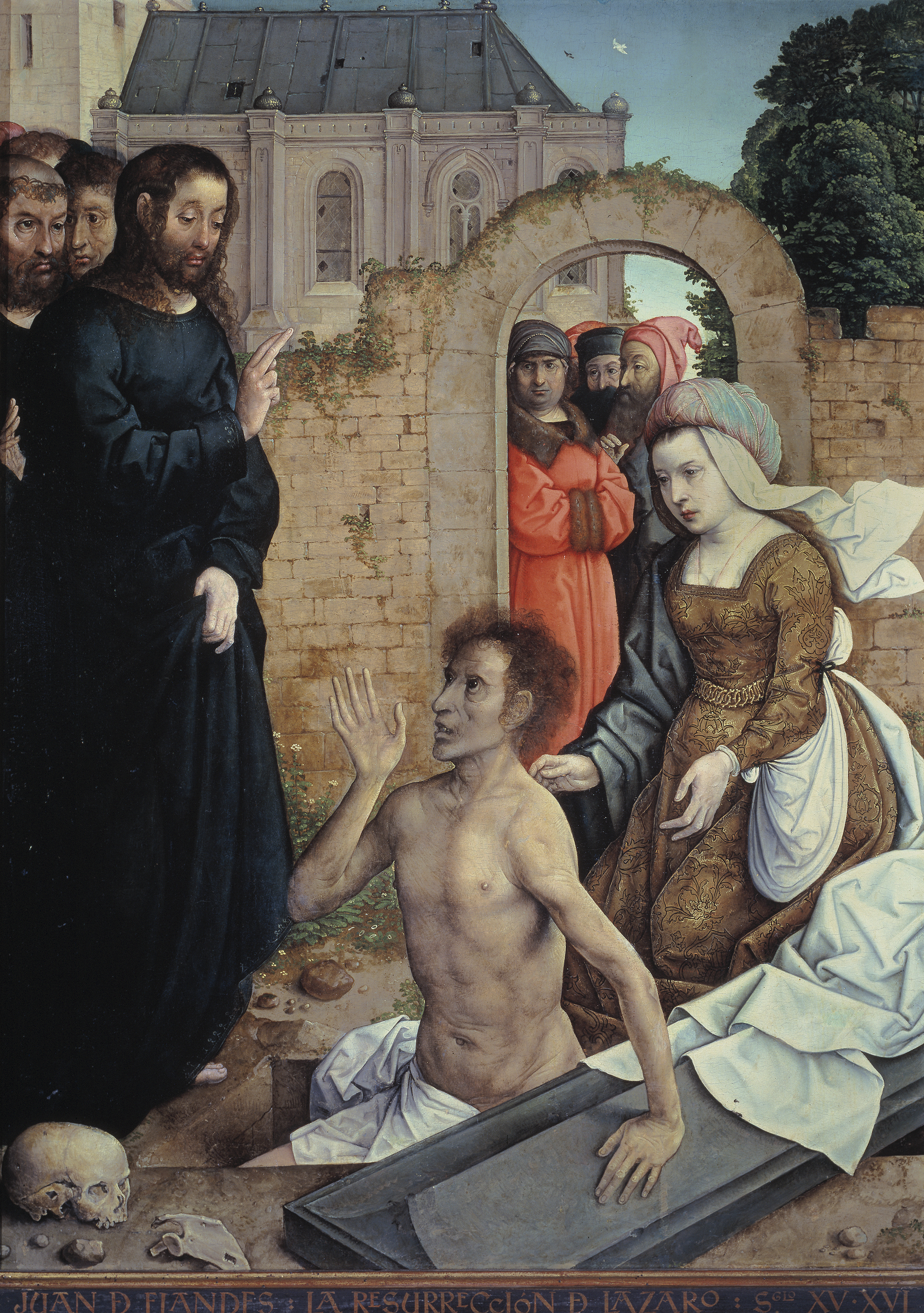
De opwekking van Lazarus

Zijn bestaan is enkel gedocumenteerd vanaf het ogenblik waarop hij aankwam in Castilië, in 1496, om hofschilder te worden van koningin Isabella van Castilië en wel tot aan haar dood in 1504. Waarschijnlijk was hij een leerling van de Brugse schildersschool en indirect van Jan van Eyck. In zijn Spaanse periode vervaardigt Juan de Flandes talrijke werken waaruit zijn vakmanschap en het overwicht van de compositie blijkt, en tevens een buitengewone gevoeligheid voor de werking van het licht en voor het Castiliaanse landschap.
Tijdens de eerste fase van zijn verblijf in Castilië (1496-1504) maakt hij enkele portretten, waaronder die van de koningin, en voorts het "Retabel van Isabella van Castilië" (geschilderd in samenwerking met Michel Sittow) en het "Retabel van Sint-Jan-de-Doper". Tijdens de periode na het overlijden van de koningin (1504-1519) werkte hij aan grote altaarstukken, waaronder enkele die bewaard worden in de kapel van de Universiteit van Salamanca en de Oude Kathedraal van dezelfde stad, en ook in Palencia in de kerk van San Lázaro en in de kathedraal van Palencia.

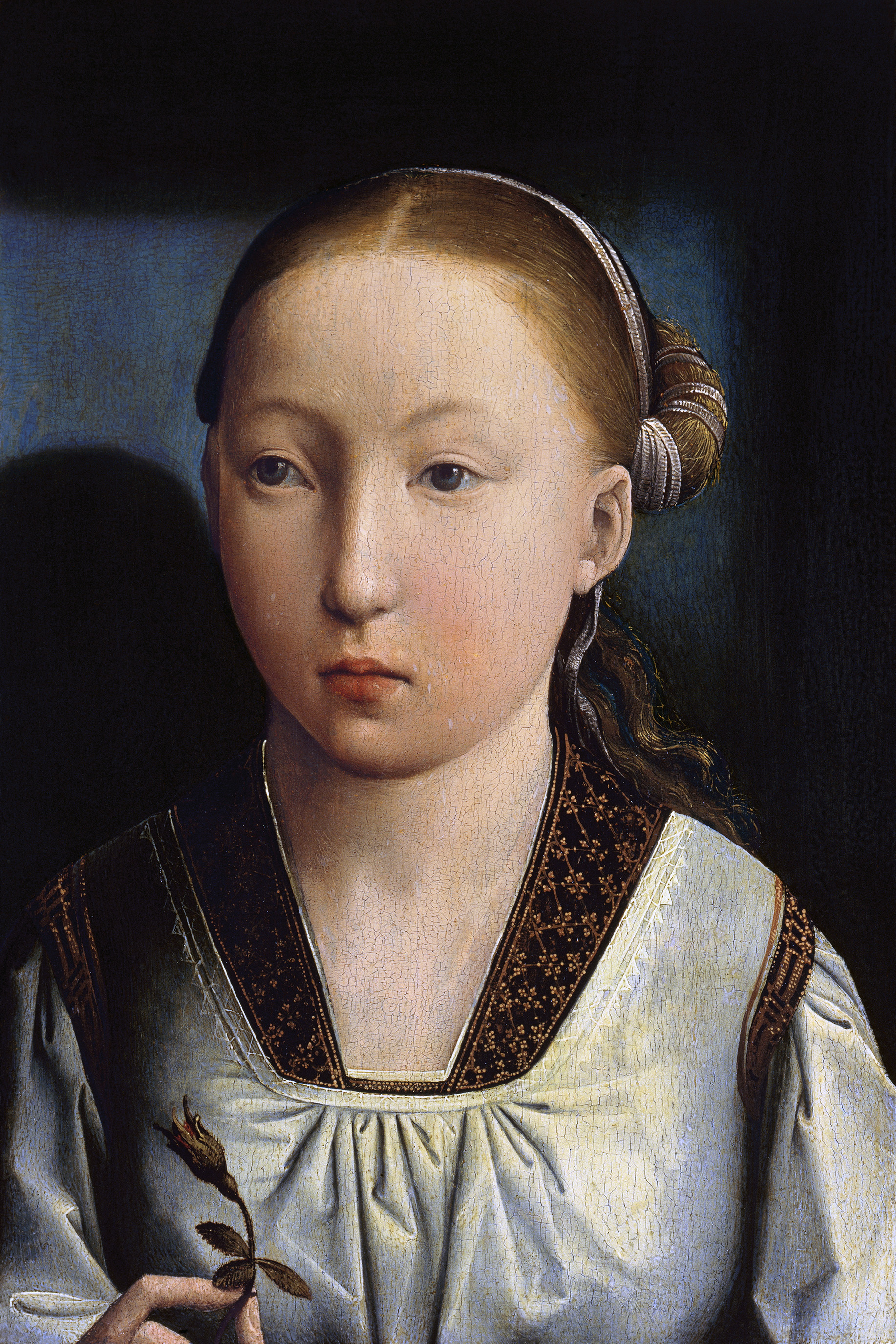
Portret van een jong meisje